# Aleksandar Žiljak
Aleksandar Žiljak (* 19. června 1963 v Záhřebu) je chorvatský spisovatel science fiction, překladatel a ilustrátor, jedna z největších osobností chorvatské fantastiky. Rediguje chorvatský vědeckofantastický časopis UBIQ.

## Osobní život
Roku 1990 vystudoval informatiku na Elektrotechnické fakultě Univerzity v Záhřebu, poté pracoval jako středoškolský učitel, od roku 1997 je umělcem na volné noze.

## Tvorba
Žiljak je autorem několika povídkových sbírek a románů, z nichž steampunkový román Poseidonia čili Neuvěřitelná dobrodružství Ireny Orletzové a Belindy Meredithové vyšel v roce 2016 česky v překladu Jana Kravčíka. Své povídky překládá do angličtiny a publikuje i v zahraničí, kromě řady evropských zemí také v USA, Číně a Indii. Pod pseudonymem Karl S. McEwan vydal populárně naučnou knihu o kryptozoologii a tajemných zvířatech.
Společně s Tomislavem Šakićem připravil objemnou antologii Ad Astra shrnující tři desetiletí chorvatské sci-fi od roku 1976 do 2006. Spolu se Šakićem rediguje také chorvatský vědeckofantastický časopis UBIQ, jehož první číslo vyšlo v říjnu 2007 a který byl na festivalu Eurocon 2011 ve Stockholmu vyhlášen nejlepším evropským science-fiction časopisem.
Kromě literární tvorby se Žiljak věnuje i ilustraci. Jeho přírodopisné ilustrace byly publikovány jak ve školních časopisech, tak na stránkách učebnic přírodovědy i dětské literatuře.

## Ocenění
Aleksandar Žiljak je laureátem celkem devíti cen záhřebské Společnosti pro vědeckou fantastiku SFERA za nejlepší sci-fi povídku (1996, 1998, 2000, 2011, 2012), za nejlepší sci-fi ilustraci (1993, 1995), za román Irbis (2012) a za antologii Ad Astra (2006).

### Sbírky povídek
- Slijepe ptice. Zagreb : Mentor, 2003. ISBN 9537113035.
- Božja vučica. Zagreb : Mentor, 2010. ISBN 9789537113636.
- Knjiga beštija. Bizovac : Matica hrvatska, Ogranak, 2013. ISBN 9789537746155.
- Tajna Grimiznog mora. Zagreb : Naklada Semafora, 2014. ISBN 9789537341527
- Srce od stakla. Zagreb : Semafora, 2016. ISBN 9789537341763.

### Romány
- Irbis. Zagreb : Zagrebačka naklada, 2012. ISBN 9789532521306.
- Irbis. Beograd : Čarobna knjiga, 2014. ISBN 9788677023294.
- Poseidonia ili nevjerojatne pustolovine Irene Orletz i Belinde Meredith. Zagreb : Zagrebačka naklada, 2014. ISBN 9789532521627.
- Zagonetka Zmajskih otoka. Zagreb : Naklada Semafora, 2015. ISBN 9789537341671.
- Poseidonia čili Neuvěřitelná dobrodružství Ireny Orletzové a Belindy Meredithové. Přeložil Jan Kravčík. Praha : Gorgona Books, 2016. ISBN 9788088029069.

### Antologie
- Ad Astra : antologija hrvatske znanstvenofantastične novele 1976.-2006. Sestavili Tomislav Šakić a Aleksandar Žiljak. Zagreb : Mentor, 2006. ISBN 9537113221.

### Populárně naučná
- Kriptozoologija : svijet zagonetnih životinja. Zagreb : Zagrebačka naklada, 2004. ISBN 9536996367. (pod pseudonymem Karl S. McEwan)